# Figlio di Locusta
Figlio di Locusta (Le Fils de Locuste) è un cortometraggio muto del 1911 diretto da Louis Feuillade.

## Trama
Il figlio beve una bevanda avvelenata preparata da sua madre per Nerone.

## Produzione
Il film fu prodotto dalla Société des Etablissements L. Gaumont

## Distribuzione
Distribuito dalla Société des Etablissements L. Gaumont, uscì nelle sale cinematografiche francesi il 10 marzo 1911. Nei Paesi Bassi, ha il titolo Locusta, de gifftmengster.